# Критика ісламу
Критика ісламу — виявлення суперечностей та помилок у мусульманському вченні, їх аналіз і обговорення з метою дати об'єктивну оцінку ісламу.
Критика ісламу виникла вже під час початку діяльності Мухамеда — спочатку з боку мекканських язичників, пізніше — з боку жителів країн, що піддавалися мусульманській окупації. У міру розповзання ісламу по світу виникала критика навіть від тих, хто з ісламом безпосередньо ще не стикався.
Ранні критики з числа християн, що жили до 1000 рр. н. е., схильні були розглядати іслам як радикальну християнську єресь. Пізніше критика виникла як всередині самого мусульманського світу, так і з боку юдейських і християнських авторів.
Найчастіше об'єктами критики справедливо ставали наступні питання:
- нетерпимість ісламу до критики (джихадизм, ісламський фундаменталізм), ставлення до передбачуваних єресей і єретиків, ставлення до відступників від ісламу згідно з шаріатом[6];
- моральність вчинків Мухаммада, як у особистому житті, так і в громадській діяльності[5][7];
- справжність і моральність змісту Корану[8][9];
- права людини в сучасних ісламських країнах (жінки в ісламі, касти в ісламських країнах Південної Азії та ін)[10]
- протидія ісламського духовенства асиміляції мігрантів з мусульманських країн у США і Європі[11]

## Історія критики ісламу

### Ранній іслам
- Кааб ібн Ашраф, єврей з Медіни, сучасник Мухаммада, про якого писав сатиричні вірші і памфлети. Одна поема присвячена ворогам ісламу — лідерам курайшитів, полеглим в бою при Бадрі. Щоб зупинити його діяльність, Мухаммад санкціонував вбивство. Вимога кари була винесена через підбурювання Каабом курайшитів, його призову вбивати мусульман і вести боротьбу з Мухаммадом[12].
- Башшар ібн Бурд (убитий у 783 р.), відомий поет. У місті Басрі, при великому скупченні народу, заслухавши вірші сучасників, сказав про деяких з них: «Ці вірші краще будь-якої сури Корану»[13].
- Абу-ль-Атагія (бл. 750—825) Ставив деякі свої вірші за літературними якостями вище Корану[13].
- Ібн ар-Раванді (IX століття). Арабський мислитель і літератор. Виступав з різкою критикою Корану, заперечуючи його гідності як літературного твору. До нас дійшло його твердження, що «у проповідника Актама ібн ас-Сайфи можна знайти куди більш витончену прозу, ніж в Корані»[14].
- Абу-ль-Аля аль-Мааррі (973—1057), арабський поет. Написав відгук на вірші Аль-Мутанаббі (915—965), який назвав «Му'джиз Ахмед» — «Диво Ахмеда» — гра слів — з одного боку це прізвисько Мухаммада (сура 61:6), з іншого — натяк, що вірші аль-Маарів таке ж диво, як Коран[13]. Аль-Мааррі розглядав релігії взагалі (а не тільки іслам) як «шкідливі бур'яни» і стверджував, що іслам не має монопольного права на істину.

#### Отці Церкви
- Найбільш ранню християнську критику ісламу можна виявити в творах Іоанна Дамаскіна (нар. 676), що жив у епоху раннього Халіфату. Він був знайомий з ісламом і знав арабську мову. Другий розділ його книги «Джерело мудрості», «Про єресі», являє собою серію дискусій між християнами і мусульманами. Іван вибирає як опонента аріанського ченця, що відчув вплив ісламу, і представляє ісламську доктрину як еклектичні подання, засновані на Біблії. Торкаючись питання про походження ісламу, Іван стверджує, ніби арабів називали «сарацинами» тому, що вони нібито були «позбавлені Сари». Ще їх звали «агарянами» (Hagarenes) тому, що вони були незаконними нащадками рабині Агар (Hagar)[15].

### Критика епохи розквіту Середньовіччя

#### Юдаїзм
Маймонід, один з найвидатніших єврейських суддів XII століття, розглядає зв'язок між ісламом та юдаїзмом як в основному теоретичний. Маймонід не сперечається з тим, що іслам — релігія строго монотеїстична, але знаходить огріхи в практиці ісламських режимів. Він також вважав, що ісламська етика і політика стоять нижче порівняно з єврейськими. Маймонід критикував за недолік чесноти методи мусульманських правителів, якими вони користувалися в управлінні своїми країнами і у відношенні один до одного. У своєму «Посланні єменським євреїв» він називає Мухаммеда hameshuga («божевільний»)..
У 1280 р. єврейський філософ Ібн Каммуна піддав критиці іслам у своїй книзі «Розгляд трьох віросповідань». На його думку, шаріат був несумісний з принципом справедливості, і це явно суперечило твердженнями про те, що Мухаммед був досконалою людиною: «немає доказів, що Мухаммед досяг досконалості і здатності вдосконалювати інших, як він вимагав».

#### Християнство
- Деякі середньовічні християнські письменники зображували Мухаммада як одержимого Сатаною лжепророка, «попередника Антихриста» і навіть самого Антихриста.[5]
- Діонісій Картезіанець написав два трактати із спростуванням ісламу на прохання Миколи Кузанського
  - Contra perfidiam Mahometi, et contra multa dicta Sarracenorum libri quattuor;
  - Dialogus disputationis inter Christianum et Sarracenum de lege Christi et contra perfidiam Mahometi.[19]
- Андалузький рукопис Tultusceptru libro de domni Metobii, описує, як Сатана змусив пророка Мухаммада (зображеного під ім'ям Озим) спотворити чисте Божественне одкровення. Рукопис оповідає, що Бог, заклопотаний духовною долею арабів, захотів виправити їх відхилення від віри. Так, згідно рукопису, виникло помилкове вчення, нині відоме як іслам.
- [20]
- На думку ряду середньовічних авторів, прихід Мухаммада і виникнення ісламу були подані в Біблії. Як писав Біда Високоповажний, книга Буття (16:12 [Архівовано 10 березня 2022 у Wayback Machine.]) описує Ісмаїла як «дикої людини», чия «рука буде проти всякої людини». Біда пише про Мухаммеда: «Тепер як велика його рука проти всіх і всі руки проти нього; коли вони накладають свою владу по всій Африці і утримують найбільшу частину Азії і частину Європи, ненавидячи всіх і протистоячи всім.»[21]
- Візантійський богослов Григорій Палама (1296—1359) особливо піддавав критиці моральний образ ісламу: Ранні критики з числа християн, що жили до 1000 рр. н. е., схильні були розглядати іслам як радикальну християнську єресь[1]. Пізніше критика виникла як всередині самого мусульманського світу, так і з боку юдейських і християнських авторів[2][3][4][5].

### Критика ісламу в XIX—XXст.
Наприкінці 19 — початку 20 ст. Коран був підданий критиці з використанням нових наукових методів. Критики стверджували, що Коран не має божественного походження.
- Іґнац Ґольдціер і Анрі Корбен писали про вплив зороастризму, а інші — про вплив юдаїзму, християнства і сабеїзму[22]

Проти ісламу висловлювалися також політики.
- Вінстон Черчілль був сильним критиком того впливу, який іслам чинив на своїх послідовників у своїй книзі, що вийшла в 1899 р., «Річкова війна»[23]:
- Ще більш жорстко про іслам відгукувався індійський політик Амбедкар з касти «недоторканних», боровся за рівність каст. Мусульманське суспільство ще більше сповнене соціальним злом порівняно з індуським. Він критикував поширену серед мусульман класову дискримінацію таких груп, як «арзали» (аналог парій в індуїзмі), а також пригнічення жінок (система «пурда»). Він писав, що хоча «пурда» практикується також індусами, лише серед мусульман ця система санкціонована самою релігією, а не тільки традицією. Він критикував ісламський фанатизм, вважаючи, що буквальне тлумачення Корану зробило ісламське суспільство дуже жорстким, нездатним до змін. Він також вказував, що на відміну від Туреччини або Ірану, індійським мусульманам не вдалося реформувати суспільство.

### Сучасна критика ісламу
Найбільш відомі сучасні критики ісламу:
- Роберт Спенсер[en] — американський дослідник ісламу і тероризму, автор шести книг, з яких дві стали бестселерами. Він — засновник і керівник сайтів Jihad Watch і Dhimmi Watch, присвячених ісламським терористичним організаціям у всьому світі.[24]
- Серж Трифкович, американський історик сербського походження, журналіст і політолог, автор книги «Меч пророка: Політично некоректне керівництво по ісламу» (Sword of the Prophet: The politically incorrect guide to Islam: History, Theology, Impact on the World (2002)). Події книги відносяться до перших століть ісламу, і в книзі мова йде про програму насильства, якої дотримувалися перші мусульмани).
- Данієль Пайпс — американський історик і аналітик, фахівець з Близького Сходу, автор блогу, де розглядає світові тенденції, в тому числі політику ісламських країн.
- Захарія Бутрос — коптський священик і критик ісламу-Корану і Мухаммеда; автор кількох книжок; веде телепрограму яка транслюється на Близький Схід.
- Бат Єор — англійська історикиня, народилася в Єгипті, спеціалізується на історії немусульман у мусульманських країнах на Близькому Сході, і зокрема історії християнських та єврейських зіммі.[25]
- Ґеерт Вілдерс — голландський політик, вимагає закриття усіх мечетей та заборони Корану в Нідерландах, оскільки, на його думку, він вступає в протиріччя з голландським правом[26].
- Відіадхар Найпол, лауреат Нобелівської премії, британський романіст індуського походження, що народився на Тринідаді, публічно виступав з критикою ісламу. Найпол стверджує, що іслам надав «руйнівний вплив на звернених людей», зруйнувавши їх колишню культуру та історію.[27]
- Бріджит Ґебріел[en], засновник організації American Congress For Truth[en], автор книги «Тому що вони ненавидять» (Because They Hate).
- Оріана Фаллачі, італійська журналістка і романістка, автор трьох коротких книг, написаних по слідах подій 11 вересня 2001 р., яка стверджує, що «Західний світ знаходиться в небезпеці, що його поглине радикальний іслам».[28]
- Праві європейські та американські політики і журналісти, зокрема, Том Танкредо, Нік Гріффін, Філіп де Вільє, Геерт Вілдерс, Піа Кьерсгорд[en], Сюзанна Вінтер, Майкл Севедж і Лора Шлессинджер[en].
- Блогери: Г'ю Фіцджеральд, Лоренс Остер, Фьердман.
- Письменники: Чудінова Олена Петрівна, автор роману «Мечеть Паризької Богоматері»

Ряд вчених, хоча і не називають себе критиками ісламу, критикують його приватні аспекти:
- Бернард Льюїс вважає, що атеїсти, раби і жінки розглядаються ісламським правом як низькі, порівняно з іншими соціальними групами. У той же час, він пише, що рівність вільних дорослих чоловіків-мусульман (з іншими мусульманами) являло собою деякий прогрес порівняно з греко-римським світом і Персією.[29][30]
- Патрісія Кроун[en], історик, фахівець з ранньої історії ісламу, співавтор викликала суперечливу реакцію книги «Агаризм: створення ісламського світу» (Hagarism: The Making of the Islamic World), присвяченій ранньої історії ісламу, де автори приходять до висновків, відмінних від традиційних поглядів на цю релігію.

#### Атеїсти
- Мішель Онфре, французький філософ. Онфре відомий критикою як ісламу, так і інших монотеїстичних релігій. Нерідко Онфре пише і говорить про «ісламський фашизм», стимулом до якого, на його думку, стала Ісламська революція 1979 р. в Ірані. Ісламське віровчення він розглядає як «архаїчне за своєю структурою», хоча в той же час критикує і західне «Суспільство споживання».[31]
- Річард Докінз, відомий біолог і публіцист-атеїст, автор всесвітньо відомої книги «Бог, як ілюзія», де чітко вказує і логічно обґрунтовує безпідставність стародавньої авраамічної міфології.[32].
- Сем Гарріс, автор бестселера «Кінець віри» (The End of Faith). На його думку, поміркований іслам навряд чи можливий, оскільки ісламський екстремізм є результатом буквального розуміння Корану.[33]
- Крістофер Гітченс, журналіст — критик «ісламофашизму».
- Річард Керрієр[en], філософ, фахівець з давньої історії, критикує Іслам на своєму сайті Secular Web.[34]
- Салван Моміка, шведський активіст іракського походження[35].
- Патрік Конделл, успішний комік і письменник, вказує на безглуздість ісламу у своїх відеономерах.

#### Християни-протестанти
- Пет Робертсон, який вважає, що «іслам прагне захопити світ і не є релігією світу», а також, що радикальні мусульмани є «сатаністами», а Усама бін Ладен — «вірним послідовником Мухаммеда».[36][37]
- Джеррі Фолуелл, американський консервативний проповідник-баптист, назвав Мухаммада «терористом».[38]
- Біллі Франклін Грем, описує іслам як «злий і збочену релігію». Йому належить фраза: «нехай ті, хто вважає іслам „чудесним“, поїдуть кудись туди, де править Талібан, і там поживуть».[39]
- Альберт Молер-молодший, президент Південної баптистської богословської семінарії, який стверджує, що ісламське богослов'я надихається демонічною силою.[40]
- Серед інших протестантів-євангелістів, критикують іслам, відомі Род Парслі[en], (Білл Келлер[en]) (телепроповідник) і Джеррі Вайнс.

#### Православніхристияни
Серед православних християн найбільш відомі критики ісламу
- Священик Данило Сисоєв
- Диякон Георгій Максимов
- Протодиякон Андрій Кураєв

#### Колишні мусульмани
Колишні мусульмани в основному спрямовують свою критику на поводження з жінками і меншинами в мусульманському суспільстві. Майже всі вони проживають на Заході, деякі змінили імена, обґрунтовано побоюючись розправи.
- Аяан Гірсі Алі писала про права мусульманських жінок: «вони хочуть жити по своїй вірі, настільки добре, наскільки це можливо, але їх віра краде у них їх права».[41]
- Таслима Насрін, бенгальська лікар, пізніше — письменниця-феміністка. Критикує іслам в цілому, вважає себе світським гуманістом.
- Маґді Аллам[en], італійський журналіст єгипетського походження, що описує іслам як насильницький за своєю природою, як заснований на насильстві і нетерпимості".[42] Звернувся в католицизм і був хрещений особисто папою Бенедиктом XVI 23 березня 2008 р.
- Ноні Дарвіш[en], засновниця произраильского сайту «Араби за Ізраїль», яка стверджує, що «Іслам — більше, ніж релігія, це тоталітарна держава»[43] Вона також є автором книги «Тепер вони кличуть мене невірною: чому я відкинула джихад заради Америки, Ізраїлю і війни проти терору» (Now They Call Me Infidel: Why I Renounced Jihad for America, Israel, and the War on Terror).
- Ньямко Сабуні, шведський міністр інтеграції та рівності статей, вимагає заборони чадри і хіджабу, також виступає за проведення обов'язкового гінекологічного обстеження школярок, щоб захистити їх від жіночого обрізання. Як вона заявила: «Я ніколи не допущу, щоб жінок і дівчат гнобили в ім'я релігії». За її словами, вона не має наміру реформувати іслам, але всього лише вимагає відмови від «неприпустимої» практики. Отримувала погрози вбивства.[44]
- Захарія Анані [en], колишній бойовик ліванського сунітського ополчення. Анані заявляє, що ісламське віровчення не вчить нічому іншому, крім як «ховатися в засідці, хапати і вбивати» невірних, особливо євреїв і християн.[45]
- Халід Дуран[en], фахівець з історії, соціології і політики ісламського світу, автор терміна "ісламофашизм". Цим терміном він описує політику, коли ісламське духовенство втручається в державні справи і активно намагається впливати на питання приватного життя.[46]
- Егсан Джамі[en], нідерландський політик, який критикував Мухаммада, називав його «злочинцем».[47]
- Мар'ям Намаз[en], комуністичний активіст, голова «Ради колишніх мусульман Британії» (філія «Центральної ради колишніх мусульман»).[48]
- Анвар Шайх[en], автор декількох книг, що критикують і викривають іслам.
- Алі Сіна[en], засновник Міжнародної організації свободи віри (Faith Freedom International).
- Валід Шебат, колишній член Організації визволення Палестини, який брав участь в теракти проти ізраїльських цілей[49]. Він заявив, що «…світські догми, на зразок нацизму, менш небезпечні, ніж ісламофашизм, який ми спостерігаємо сьогодні … оскільки ісламофашизм має релігійне забарвлення. Тому в перспективі Ви зіткнетеся з тим, що їх успіх у кілька разів перевершить успіх нацистської Німеччини, якщо вони продовжать діяти в тому ж напрямку».[50]"
- Ібн Варрак, філософ і письменник пакистанського походження, засновник Інституту секуляризації ісламського суспільства (Institute for the Secularisation of Islamic Society), старший дослідник в Центрі досліджень (Center for Inquiry) спеціалізується в критиці Корану.
- Вафа Султан зазначала, що пророки ісламу говорили: «Мені було наказано битися проти людей, поки вони не повірять в Аллаха і його Посланця». Вафа Султан закликала ісламських богословів переглянути свої погляди і роботи і вилучити звідти заклики боротися проти людей, які не є мусульманами.[51] В даний час д-р Султан ховається від публіки, побоюючись за своє життя і безпеку сім'ї після того, як її інтерв'ю було продемонстровано на каналі Аль-Джазіра.[52]
- Іршад Манджі, канадська журналістка-феміністка і автор книги The Trouble with Islam.[53]
- Ахмед аль-Рахім, засновник Американського ісламського конгресу (American Islamic Congress), стверджував, що «мечеті в Америці навчають ненависті, а не світу».[54]
- Насер Хадер, данський політик і депутат, засновник партії Поміркованих мусульман.
- Яг'я Гасан, данський поет, син палестинських іммігрантів. У своїх книгах і публічних виступах звинувачує старше покоління мусульман іммігрантів в Данії, їх лицемірство і кримінальна поведінка, небажання інтегруватися і паразитизм на соціальній системі країни, нетерпимість до критики і прагнення прикриватися ісламом, навіть порушуючи його заповіти. Піддавався загрозам і нападу в Данії, деякий час перебував під захистом місцевого внутрішнього агентства безпеки і розвідки.

### Відповіді на критику ісламу
- Кеті Йонг з «Reason Magazine» стверджує, що зростаюча тенденція антиісламських настроїв випливає із середовища, в якій така критика є популярною, модною.[55]
- Вільям Монтґомері Вотт стверджує, що діяльність Мухаммеда потрібно оцінювати за мірками його часу і місця, а не за «самим просунутим поглядами»[56]. Проте, тут відкритим лишається питання, як ісламське вчення може бути істинним і вічним (за ствердженням Мухаммеда), якщо воно підходить лише конкретній епохі.

## Критика правдивості ісламських священних текстів

### Правдивість Корану
Мусульмани вірять, що Коран — слово Аллаха, і що з цієї причини він не може містити помилок або протиріч, і повинен вважатися бездоганним з наукової точки зору.
Критики приводять наступні аргументи:
- Коран містить наукові помилки.[57][58]
- Коран містить невірні космологічні уявлення і пояснення спостережуваних феноменів.[34]
- Коран містить безліч віршів, які суперечать один одному.[59]
- Коран — не оригінальний твір, а містить помітні сліди впливу зороастризму, юдаїзму, сабейства і самаритянского культу. Американський місіонер Семюел Звемер вважав, що Коран «не є винаходом, а компіляцією; в ньому немає нічого нового, крім слів Мухаммеда, який змішав старі інгредієнти в нову „панацею для людства“ і нав'язав її силою меча.»[60]
- Найбільш древні списки Корану (рукописи з Сани, виявлені в Ємені 1972)[61] містять відмінності від традиційної версії.[62] Критики вважають це доказом того, що Коран змінювався з плином часу.[63]
- Згідно з деякими ісламськими авторами, в Корані були два вірша — так звані «сатанинські аяти», Пророк Мухаммед сказав, перебуваючи під впливом Ібліса. У віршах язичницькі богині ал-Лат, ал-Манат і ал-Узза іменувалися «дочками Аллаха».[64][65]

#### Відповіді на критику Корану
Більшість інших мусульманських богословів (наприклад Ахмед Кандидат), стверджують, що протиріччя навколо віршів у Корані лише здаються і їх можна спростувати, якщо розуміти ці вірші в їх контексті. Вони також стверджують, що Коран сам по собі являє собою непросту задачу для того, хто захоче знайти в ньому протиріччя і довести, що його автором не був Аллах.
- Сатанинські аяти

Видатні знавці хадисів говорили про історію, як про очевидну фальсифікацію. Зокрема, ан-Нававі сказав: «У цій історії немає нічого правдоподібного ні з точки зору оповідання, ні з точки зору логіки». Коли у Ібн Ісхака запитали про цю історію, він, не вагаючись, відповів: «Ця історія сфальсифікована безбожниками». Фахр ад-Дін Рази також доводив безпідставність цієї історії.

### Правдивість хадисів
Хадиси — мусульманська усна традиція, зібрана в Сунні (слова та вчинки Мухаммеда). Хадиси є витягами з праць мусульманських письменників з 844 по 874 рр., тобто після більше 200 років після смерті Мухаммада в 632 р. В цілому, для мусульман хадиси є другими за важливістю у питаннях обґрунтування віри після сур Корану, хоча деякі вчені закликають спиратися на традиції умми (мусульманської громади), а не тільки лише на хадіси.. Більшість наших знань про життя пророка Мухаммеда надходить із хадисів. Багато ісламських практик (наприклад, Стовпи ісламу) походять з хадисів.
Існує критика історичної надійності хадисів. Джон Еспозіто зазначає, що «сучасна наука серйозно поставила під сумнів історичність і справжність хадисів» на тій підставі, що «ціла купа традицій, приписуваних пророку Мухаммеду, фактично виникли набагато пізніше». Він посилається на дослідника Йозефа Шахта, який «не виявив доказів правових традицій до 722 року», з чого зробив висновок, що «Сунна пророка не є словом і ділом пророка, але апокрифом» більш пізнього походження.

## Критика ісламської моралі

### Критика моралі Мухаммеда
Мусульмани вважають Мухаммеда «печаткою пророків» (останнім з пророків, після якого не може бути інших), що приніс останнє Божественне одкровення у вигляді Корану. Мусульмани вірять у те, що Мухаммед був справедливим святим, посланцем Аллаха. З іншого боку, критики, такі як Келле або Ібн Варрак, а також ряд немусульман, розглядають ряд його дій як аморальні. Ісламські вчені не згодні, особливо в світлі порівняння Мухаммеда з старозавітними пророками. Уотт, наприклад, пише, що Мухаммеда потрібно оцінювати за мірками його власного часу і країни, а не з точки зору «найбільш освічених жителів сучасного Заходу».
Основні звинувачення:
- Санкції на вбивства інакомислячих (хоча на ділі убитий був лише один противник ісламу, іншим різними шляхами вдалося отримати помилування[71]).
- Одруження на малолітній Аїші. У мусульманських богословів про вік Аїші існують різні і досить суперечливі відомості. Традиційно вважається, що на момент вступу в шлюб з Мухаммедом їй було 9 років[72][73][74][75][76][77][78][79][80][81], а за іншими даними їй було десять років вже на момент весілля.[82] Також є дані деяких історичних хронік, згідно з яким їй було п'ятнадцять або навіть сімнадцять років.[83][84] В мусульманських джерелах і дослідженнях фігурує різний вік Аїші. У той же час, у Ібн Хішам та деяких інших істориків є інформація про те, що Аїша була в числі перших прийнялих іслам людей, а це означає, що в момент шлюбу їй було 15 років.[83]

### Критика моральних положень Корану
Мусульмани вірять, що Коран — прямі слова Бога, передані пророку Мухаммеду через архангела Джебраїла. Критика на адресу Корану ставить під сумнів традиційні переконання мусульман про склад Корану і його зміст.
- вірш Корану 4:34 дозволяє мусульманським чоловікам виховувати своїх дружин, б'ючи їх.[85][86]
- насильство безпосередньо мається на увазі в коранічних текстах, і що іслам у своїй основі (а не тільки в поглядах «ісламістів») підтримує тероризм.[87][88]
- у Корані відстоюється необхідність смертної кари.[89][90]
- Коран несумісний з іншими релігійними творами, він нападає на іновірців і викликає ненависть до прихильників інших релігій.[8][91][92][93]

### Права людини: відступництво

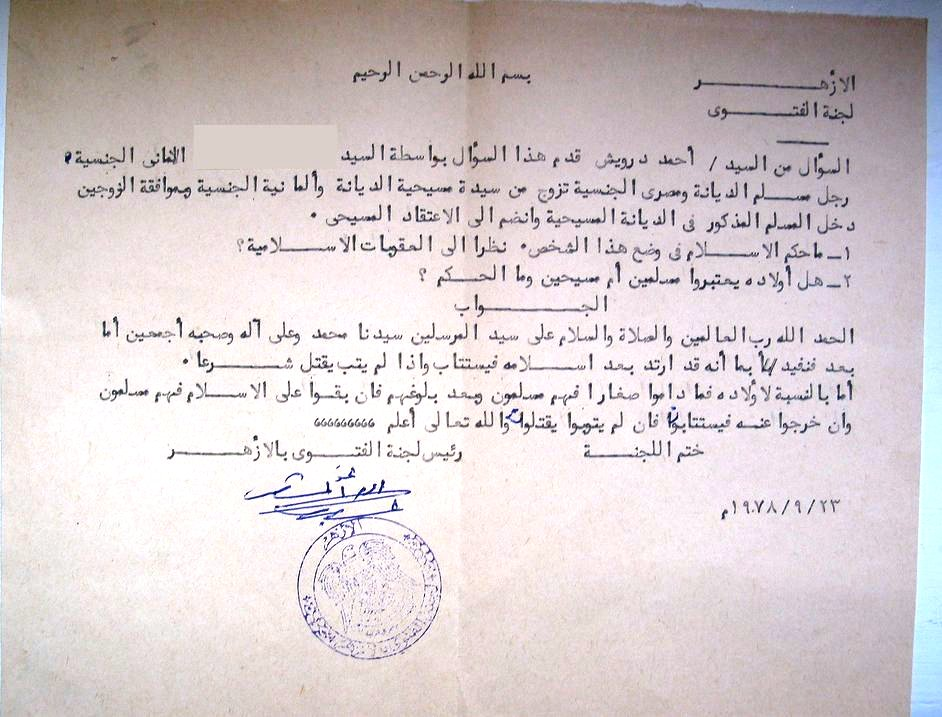
Рішення комітету по винесенню фетви у справі про того, хто навернувся в християнство: „Оскільки він залишив іслам, йому буде запропоновано висловити своє співчуття (покаятися). Якщо він не шкодує (не кається), він буде убитий відповідно до прав і обов'язків ісламського закону.“

#### Відступництво згідно ісламському права
Всі чотири сунітських школи ісламського права, як і шиїтські богослови, згодні в тому, що знаходиться в здоровому глузді дорослий чоловік-відступник повинен бути страчений. Жінка-невірна може бути засуджена до смерті, згідно з думкою більшості, або поміщена у тримання під вартою, поки не покається, як вважають інші.
Історик М. Хеффенинг зазначає, що хоча Коран загрожує відступникам покаранням тільки після смерті, традиційно їм загрожує смертна кара. Ісламський богослов Мухаммад ібн Ідріс аш-Шафії тлумачить стих 2:217 Корану як нібито закликає до смертної кари. Історик Ваель Халлак зазначає, що пізніше додавання смертної кари „відображає більш пізні реалії та не відповідає діянь пророка“. Далі він зазначає, що „ніщо в законі питання про відступників та відступництві не випливає прямо з букви священного тексту“.
Вільям Монтгомері Уотт у відповідь на питання про ісламське право, яке на Заході розглядається як „жорстоке“, пише: „Згідно ісламському вченню, такі покарання могли бути прийнятними для того часу, коли жив Мухаммед. Однак, оскільки суспільство з тих пір просунулося вперед, вони більше не придатні“.
Деякі сучасні ісламські юристи — як суніти, так і шиїти, а також інші мусульмани — прихильники „тільки Корану“ (без хадисів), стверджували або навіть випускали фетви про те, що зміна релігії або не підлягає покаранню, або може бути покарано за певних обставин. Він не вважає, що зміна віри в результаті духовних шукань гідна смерті, але вимагає смертної кари за відмову від ісламу з причини ненависті до мусульман.

#### Сучасне ставлення до обвинувачених у відступництві
Сьогодні Організація ісламська конференція» складається з 57 держав, з яких п'ять розглядають відступництво від ісламу як злочин, який карається смертною карою: Афганістан, Саудівська Аравія, Іран, Судан і Ємен. За повідомленнями Держдепартаменту США, про страти за подібним мотивами в Саудівській Аравії не було повідомлень в останні кілька років. З іншого боку, в Пакистані широко поширені напади на передбачуваних відступників.
Справа афганця Абдул Рахмана одержала світовий розголос. На початку 2006 р. Рахман був заарештований афганською поліцією за звинуваченням у наверненні з ісламу в християнство, за що в Афганістані передбачена смертна кара. Багато мусульманських священиків Афганістану наполегливо вимагали смертної кари, однак під міжнародним тиском (включаючи публічну заяву Держсекретаря США Кондолізи Райс) він був відпущений і отримав таємний притулок в Італії.
У 1993 р. єгипетський професор Наср Абу Зайд був примусово розлучений з його дружиною єгипетським судом, на підставі того, що його спірні статті про Корані нібито були свідченням його відступництво від ісламу. Пізніше він втік разом з дружиною в Європу. (В Європі його шлюб визнається дійсним.)
Ще один єгипетський професор — Фараг Фуду — був убитий в 1992 р. людиною в масці після того, як він розкритикував ісламських фундаменталістів і оголосив про свої плани по створенню об'єднаного руху єгиптян всіх релігій.

#### Відступництво і права людини
Критики після аналізу Корану стверджують, що ряд широко поширених традицій ісламу, заснованих на інтерпретації Корану, несумісні з нормами прав людини, які визнають право на зміну релігії.
На додаток до цього, стаття 18 (2) МПГПП говорить: У країнах з шаріатським правом (зокрема: Судан, Іран, Саудівська Аравія) передбачена смертна кара за відступництво від ісламу..
У 1990 р. Організація «Ісламська конференція» опублікувала окрему Каїрську декларацію про права людини в ісламі, що відповідає нормам шаріату.. Хоча дана декларація гарантує багато прав, передбачених декларацією ООН, вона не дає мусульманам права переходити в іншу релігію і обмежує свободу слова недопущенням висловлювань, що суперечать ісламському праву.
Саїд Абуль Ала Маудуді, засновник організації Джамаати Ісламі, написав книгу під назвою «Права людини в ісламі» (Human Rights in Islam), в якій стверджує, що повага до прав людини завжди було властива шаріату і в цілому ісламському віровченню, і критикує поширену на Заході думку, що перше несумісне з другим.. Більшість критиків його книги не згодні з представленим аналізом.

### Жінки

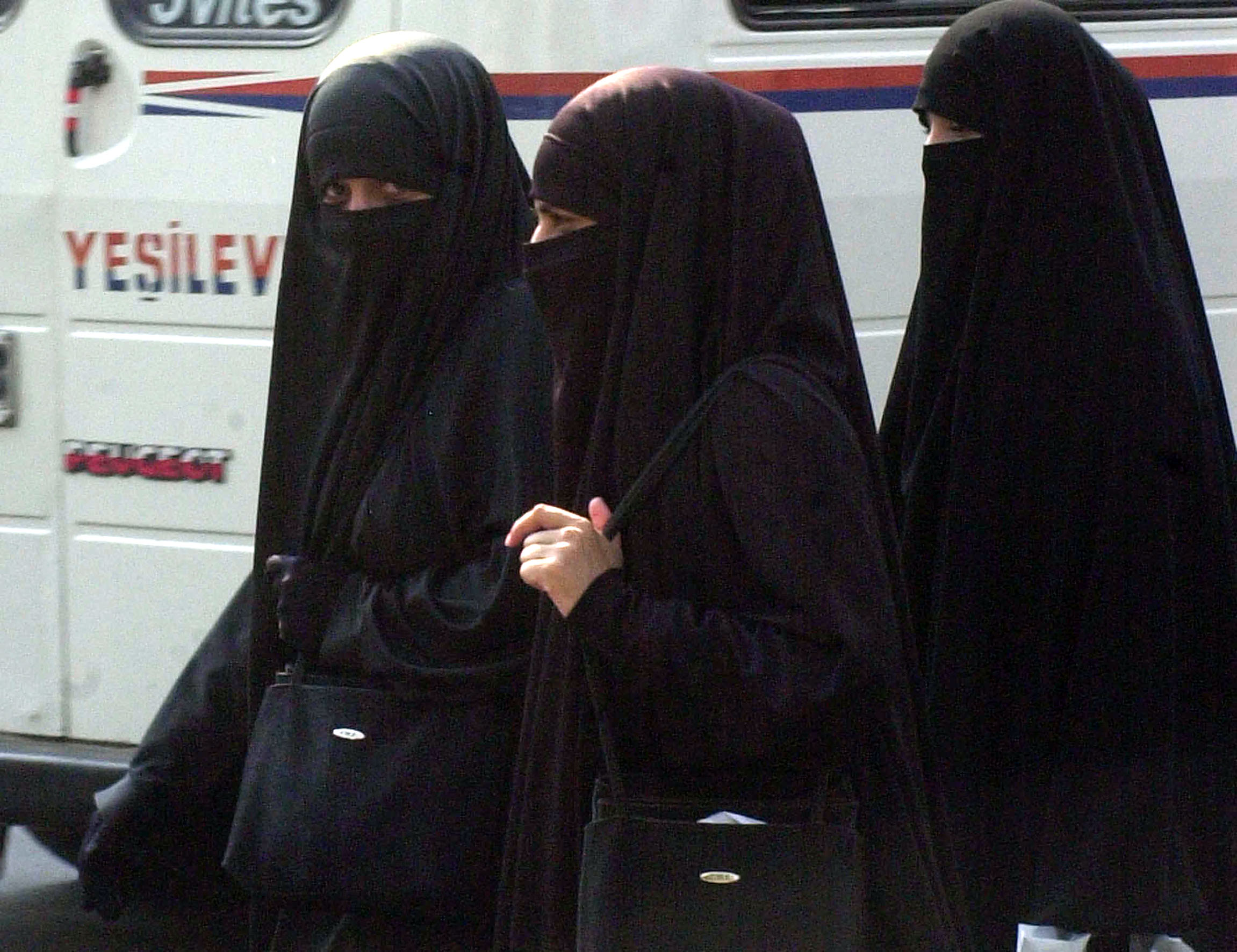

Становище жінок є традиційним пунктом критики ісламу. Так, католицька і православна церкви застерігають жінок-християнок від бажання вийти заміж за мусульман у зв'язку з більш низьким статусом жінок в ісламській традиції, відсутністю материнських прав на дітей у мусульманських країнах і можливим активним неприйняттям чоловіком їхньої віри.
Чоловік має право застосовувати фізичне насильство щодо дружини, дружина такого права не має.

### Гомосексуальність
Критики, такі як активістка лесбійського руху Іршад Манджі (родом з мусульманської сім'ї), колишній мусульманин Ехсан Джамі і голландська громадська діячка і колишня мусульманка Айяан Хірсі Алі розкритикували ставлення ісламу до гомосексуалів. Більшість міжнародних організацій по захисту прав людини і, зокрема, Human Rights Watch та Amnesty International засуджують шаріат, який розглядає гомосексуальні стосунки між дорослими як злочин. У 1994 р. Комітет ООН з прав людини також постановив, що такі закони порушують право на приватність, гарантоване Загальною декларацією прав людини та Міжнародної конвенції про громадянські і політичні права. Незважаючи на це, більшість мусульманських держав наполягають на тому, що такі закони необхідні для захисту ісламської моралі і честі.

### Насильство щодо критиків ісламу

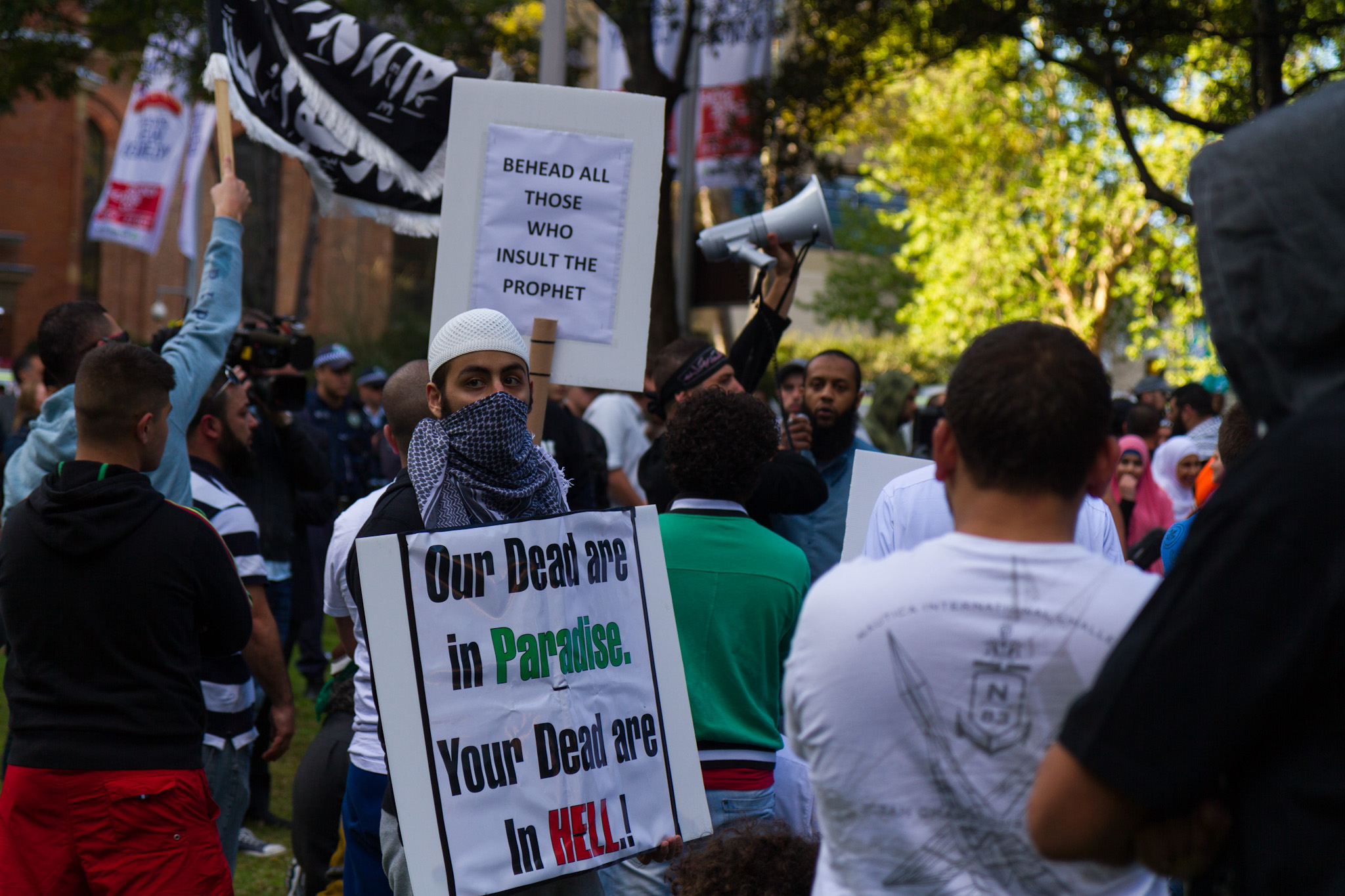
Мусульманські демонстранти:
«BEHEAD ALL THOSE WHO INSULT THE PROPHET»
«Our Dead are in Paradise. Your Dead are in HELL!»

Незважаючи на твердження, що першоджерела ісламу (Коран і хадиси) оголошують його «релігією світу», а насильство суворо обмежене законами джихаду, іслам піддається критиці за те, що його послідовники виявляють нетерпимість та насилля по відношенню до критиків, внаслідок чого не є правовірними мусульманами:
- Ібн Варрак зібрав і опублікував повідомлення про нелюдське поводження з тими, хто зреклися ісламу і потрапили до рук ісламських органів влади.[6]
- Крістоф Люксенберг — професор з Німеччини. Змушений працювати під псевдонімом, оскільки побоюється, що його нова книга про походження Корану зробить його мішенню для насильства.[128]
- Туран Дурсун був спочатку імамом і муфтієм, але після інтенсивного релігійного навчання змінив свої погляди на релігію, і став відомим турецьким релігійним критиком і правозахисником. 4 вересня 1990 року, Дурсун був застрелений при виході з будинку.
- Хашем Агаджари — іранський професор університету. Був спочатку засуджений до смерті за промову, в якій критикував ряд явищ в іранської ісламської практики, які, на його думку, суперечили початковим принципам ісламу, зокрема за його слова, що мусульмани «не мавпи і не повинні сліпо слідувати своїм священнослужителям». Пізніше вирок був пом'якшений і змінений на три роки ув'язнення, і в 2004 р. він був достроково випущений на свободу.[129][130][131]
- В 1980-е рр. було видано фетву проти письменника Салмана Рушді та активістки Тасліми Насрін за їх "образливі коментарі на адресу ісламу.[132]
- 2 листопада 2004 нідерландський кінопродюсер Тео ван Гог був убитий народженим в Нідерландах Мохаммедом Буєрі за його 10-хвилинний фільм «Підпорядкування», де критично розглядалося ставлення мусульман до жінок. Лист з погрозами автору сценарію Аяан Хірсі Алі було приколото до тіла ножем. Хірсі зникла негайно після вбивства.[133]
- 30 вересня 2005 данська газета «Jyllands-Posten» опублікувала карикатури із зображенням пророка Мухаммеда. Карикатури були передруковані (в ряді випадків — вже на хвилі скандалу) в ряді газет, в тому числі в арабських країнах. Це викликало протести по всіх мусульманських країнах, у ряді випадків призвели до насильства, підпалів данського та норвезького посольств у Сирії, спалення прапорів Данії та Німеччини в Секторі Газа, нападу на будівлі європейських організацій.[134] В результаті даних заворушень у всьому світі загинуло не менше 139 осіб та 823 отримали поранення.[135]
- 4 серпня 2007 Ехсан Джамі зазнав нападу трьох чоловік у своєму місті Фоорбург в Нідерландах. Громадська думка вважає, що напад було пов'язане з його діяльністю в Центральному комітеті колишніх мусульман.[136]
- 19 листопада 2009 прямо в храмі св. Фоми на півдні Москви після неодноразових погроз був застрелений православний священик Данило Сисоєв, його помічник поранений. Настоятель храму святого Фоми батько Данило був одним з найактивніших місіонерів Руської православної церкви. Т. н. «муджахиды» взяли на себе відповідальність за це вбивство на одному з екстремістських сайтів[137]. Повідомляється, що «вбивця родом не з Кавказу, але перейнявся радикальними ідеями і приніс присягу аміру мусульман Абу Усману». Отець Данило Сисоєв активно виступав з критикою ісламу як такого, описуючи його як оману, пропагуючи не тільки засудження радикальних течій: ваххабізму, доктрини встановлення т. н. «Всесвітнього халіфату» і тероризму, але розвінчання ісламу в цілому, як підробку послання Бога людям, як містифікацію, підлаштовану дияволом за допомогою ошуканого ним Мухаммеда. О. Данило Сисоєв був переконаний, зважаючи на рішення з цього приводу, винесеного Константинопольським Собором 1180 р., що Аллах мусульман не є Творцем, «…це якась карикатура на Бога, що виникла в голові у Мухаммеда під впливом злих сил», а Коран — вигадка Мухаммеда, яку він створив, помилково зрозумівши уривки з Старого та Нового Заповітів[138][139]. О. Данило ратував за обмеження можливості надання ісламу в Росії рівних прав з православ'ям зважаючи деструктивних тлумачень текстів Корану, що закликають вбивати т. н. «невірних», будувати всесвітній Халіфат силою зброї і придушення: «Земля світу» — це країни шаріату, «Земля війни» — всі інші країни, які «поки» не живуть за законами шаріату.[140] Також о. Данило вважав що російське суспільство має жити за секуляритивным законів, що ґрунтуються на християнських цінностях, зокрема цінності свободи вибору і свободи людської особистості — на відміну від шаріатського суспільства, розпорядчого стратити людину з числа мусульман, який прийняв іншу віру за своїм вільним вибором. Засуджував О. Данило і моральний вигляд ісламського пророка Мухаммеда, зокрема його сімейне життя та взяття в дружини 9-річної другої дружини Айши, з чого в ісламському світі пішла традиція брати в дружин дівчаток з 9-ти років. Взяв участь у двох відкритих диспутах християн і мусульман в Москві. В очах останніх о. Данило здобув репутацію «ворога Аллаха» і людини, «поносящего іслам», в ході чого Сисоєв неодноразово отримував погрози, причому їх кількість та асортимент викликали за словами самого о. Данила, посмішку: стратити його обіцяли різними способами, від болісного до «приємного». У результаті був обраний безпрецедентний спосіб вбивства — в храмі[141].

Ряд критиків стверджують, що іслам не сумісний з громадянським суспільством. На їх критику можливо вплинуло різке неприйняття мультикультуралізму з боку течії «нових філософів». Жарку полеміку на цю тему розгорнули Паскаль Брюкнер і Поль Клитер. Ці філософи вважають мультикультуралізм винаходом освіченої еліти, яка не вважає можливим надати демократичні права решти людства, прив'язуючи людей до їх коренів. Вони вважають, що подібний підхід дозволяє ісламу закріплювати і поширювати обмеження прав жінок і гомосексуалів, а в ряді країн практикувати рабство.

### Наука
Сучасний іслам негативно впливає на науково-технічний прогрес; як докази наводяться статистичні дані щодо розвитку науки в ісламських країнах.
Згідно з даними Міжнародного Ісламського Університету в Малайзії, країни, що входять в Організацію «Всесвітній ісламський конгрес» мають на 1000 чоловік населення всього 8,5 вчених, інженерів і техніків, що в 5 разів менше середнього значення по світу. Ісламські країни витрачають у середньому 0,3 % валового національного продукту на наукові дослідження — у 8 разів менше середньосвітового значення.
Відповідно до звітів американського Національного наукового фонду від 2003 року, половина з 28 країн, які зробили найменший внесок у світову наукову літературу — країни «Ісламського Конгресу».
За даними від 2006 року, серед 200 кращих вузів світу тільки 2 ісламських.
Загальна кількість літератури, перекладеної у всіх ісламських країнах за рік, становить лише одну п'яту від кількості перекладів, зроблених в одній Греції.

## Аномалії в ісламі
Під аномаліями розуміють ряд явищ, пов'язаних з місцевими традиціями звернених в іслам народів, під які пізніше місцеві тлумачі шаріату підвели юридичну базу, але які, проте, зовсім не передбачені Кораном, або знаходяться в прямому протиріччі з ним. Серед аномалій можна відзначити:
- Касти в ісламських країнах Південної Азії, що збереглися як пережиток індуїзму[147].

### Критика
- Самір Алексеров «Великий парадокс або два почерку в Корані»
- Ібн Варрак «Походження Ісламу»
- Джон Гилкрист «Мухаммад — пророк ісламу»
- Джон Гилкрист «Коран — священна книга мусульман»
- Вільям Ст. Клер-Тісдалл «Джерела ісламу»
- Климович Л. В. «Книга про Коран, його походження і міфології»
- Крістоф Люксенберг «Сіро-арамейське прочитання Корану: підхід до розшифровки коранічного мови»
- сер Вільям М'юїр «Життя Магомета»
- Георгій Нофал «Іслам: нариси з християнським порівняльного богослов'я»